# Osmani Montero
Pour les articles homonymes, voir Montero (homonymie).
Osmani Montero (né le 11 septembre 1983 à Camagüey) est un joueur de football cubain, qui évoluait au poste d'attaquant.

## Biographie
Montero évolue durant toute sa carrière au CF Camagüey. Auteur de 60 buts en championnat de Cuba (voir section Statistiques), il en est le meilleur buteur lors de la saison 2008-09 avec 16 buts. Deux fois vice-champion de Cuba lors des saisons 2009-10 et 2012, il finira par être sacré en 2015, année de sa dernière apparition avec le CF Camagüey.

## Statistiques

### Buts en championnat
Note : Sources utilisées : www.elblogdelfutbolcubano.com,,
| Équipes     | Années    | Buts en D1 |
| ----------- | --------- | ---------- |
| CF Camagüey | 2004-05   | 2          |
| CF Camagüey | 2005-06   | 4          |
| CF Camagüey | 2006      | 5          |
| CF Camagüey | 2007-08   | 14         |
| CF Camagüey | 2008-09   | 16         |
| CF Camagüey | 2009-10   | 5          |
| CF Camagüey | 2011      | 3          |
| CF Camagüey | 2012      | 4          |
| CF Camagüey | 2013      | 6          |
| CF Camagüey | 2014      | 0          |
| CF Camagüey | 2015      | 1          |
| Total       | 2004-2015 | 60         |

## Palmarès

### En club
- CF Camagüey :
  - Champion de Cuba en 2015.

### Distinctions individuelles
- Meilleur buteur du championnat de Cuba en 2008-09 (16 buts) ex æquo avec Maikel Celada[1].